# Bibliothèque cantonale et universitaire (Lausanne)
Vous pouvez aider à l'améliorer ou bien discuter des problèmes sur sa page de discussion.
- Il ne cite pas suffisamment ses sources. Vous pouvez indiquer les passages à sourcer avec {{référence nécessaire}} ou {{Référence souhaitée}}, et inclure les références utiles en les liant aux notes de bas de page. (Marqué depuis mai 2023)
- Il contient une ou plusieurs listes. Le texte gagnerait à être rédigé sous la forme d’un ou plusieurs paragraphes synthétiques, afin d’être plus agréable à lire. (Marqué depuis mai 2023)
- Son texte doit être wikifié : il ne correspond pas à la mise en forme Wikipédia (style, typographie, liens internes, liens entre les wikis, etc.). (Marqué depuis mai 2023)

- Archive Wikiwix
- Bing
- Cairn
- DuckDuckGo
- E. Universalis
- Gallica
- Google
- G. Books
- G. News
- G. Scholar
- Persée
- Qwant
- (zh) Baidu
- (ru) Yandex
- (wd) trouver des œuvres sur Wikidata

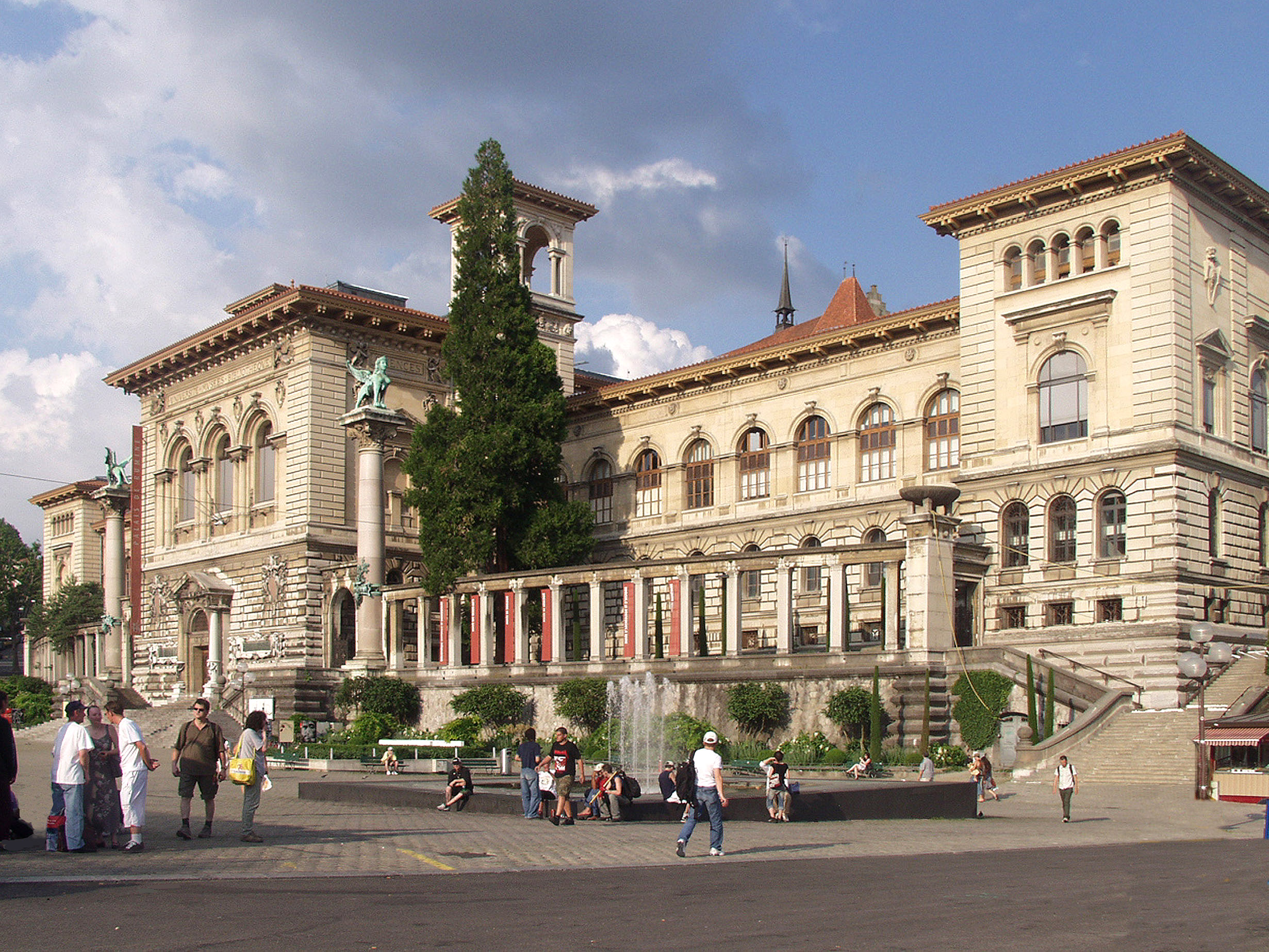
Le Palais de Rumine, au centre-ville de Lausanne abrite le site Riponne de la BCU Lausanne, ainsi que plusieurs musées

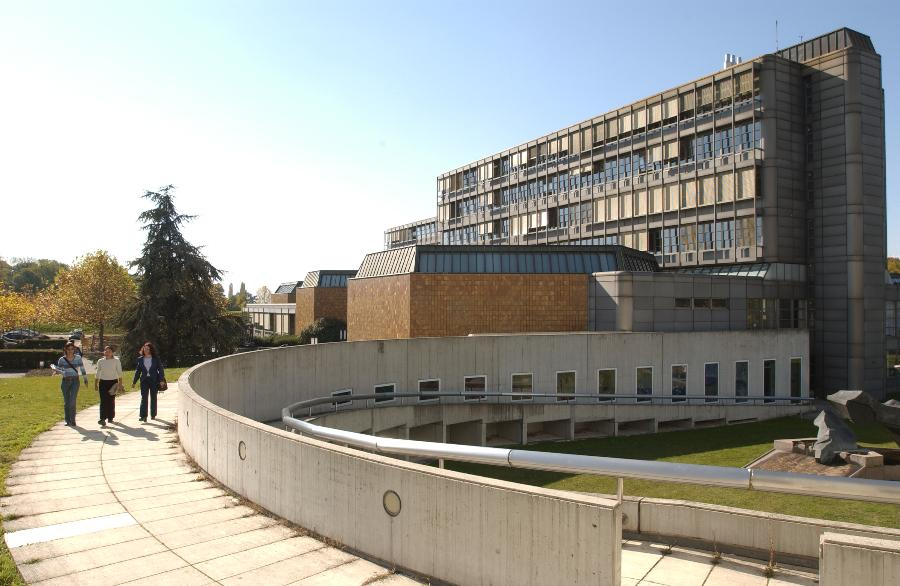
Le site Internef de la BCU Lausanne sur le campus de l'UNIL

La Bibliothèque cantonale et universitaire - Lausanne (BCUL) est une institution publique à vocation patrimoniale, culturelle et académique. Elle dispose de six sites complémentaires:
- BCUL site Unithèque (collections sciences humaines et sociales)
- BCUL site Internef (collections sciences économiques et droit)
- BCUL site Riponne (collections de culture générale, vaudoises et musicales)
- BCUL site Provence (collection destinée aux usagers du Gymnase Provence)
- BCUL site Renens (collection destinée aux usages du Gymnase de Renens)
- BCUL site HEP Vaud (collections qui s'adressent prioritairement aux étudiants, au corps professoral et aux collaborateurs de la HEP, ainsi qu’aux enseignants du canton de Vaud)

Dépendant de la direction générale de la culture (DGC), elle est à la fois destinée à la communauté universitaire ainsi qu’au grand public vaudois. Elle détient la production documentaire touchant le canton de Vaud (dépôt légal et documentation vaudoise).

## Histoire
- 1537 : Fondation de l'Académie de Lausanne par les Bernois et création présumée de la Bibliothèque de l'Académie. Logée à la Cité, elle est réservée aux professeurs[4].
- 1750 : Les étudiants acquièrent le droit de consulter les livres deux heures par semaine.
- 1806 : La Bibliothèque de l'Académie devient Bibliothèque cantonale.
- 1825 : Ouverture d'une salle de lecture pour le public.
- 1898 : La Bibliothèque cantonale devient Bibliothèque cantonale et universitaire (BCU)
- 1938 : Entrée en vigueur de la loi cantonale concernant le dépôt légal. Désormais, un exemplaire de chaque ouvrage publié dans le canton doit être remis à la BCU.
- 1966 : Ouverture d'une phonothèque.
- 1971 : Création par la BCUL de SIBIL (Système informatisé pour les bibliothèques de Lausanne).
- 1977-1982 : Transfert à Dorigny des collections universitaires.
- 1982 : La Bibliothèque des Pasteurs (aujourd'hui la Bibliothèque des Cèdres) est rattachée à la BCUL.
- 1985 : Naissance de RERO (Réseau romand des bibliothèques) partageant un catalogue collectif.
- 1990 : Ouverture d'une médiathèque à Dorigny.
- 1997 : La BCUL et le RERO abandonnent SIBIL au profit du système américain VTLS.
- 2007 : La BCUL est la première bibliothèque francophone à conclure un accord de partenariat avec le projet Google Recherche de livres.
- 2009 : La BCUL constitue la plus grande e-library de Suisse en numérisant quelque 100 000 ouvrages libres de droit.
- 2010 : La BCUL adopte une nouvelle charte graphique et devient la BCU Lausanne.
- 2011 : Fermeture de la Bibliothèque des Cèdres.
- 2012 : Lancement de la plateforme Scriptorium
- 2013 : Intégration de la bibliothèque du gymnase Provence (Lausanne) qui devient le site Provence de la BCU Lausanne
- 2014 : Intégration de la bibliothèque de la HEP Vaud qui devient le site HEP Vaud de la BCU Lausanne
- 2014 : Lancement du Projet RenouVaud dont le but est d'accompagner la sortie du Canton de Vaud du Réseau des bibliothèques de Suisse occidentale (RERO)[5].
- 2016 : Entrée en fonction du réseau Renouvaud le 22 août[5].
- 2020-2025 : Travaux d'extension du site central de l'Unithèque, pour passer de 850 à 2 000 places de travail. L'Unithèque deviendra ainsi la plus grande bibliothèque romande[6].

## Direction
- 1958-1986 : Jean-Pierre Clavel ;
- 1986-2008 : Hubert Villard ;
- Depuis 2008 : Jeannette Frey.